# یانز پورنتا
یانز پورنتا (انگلیسی: Janez Porenta; ۳ ژوئن ۱۸۹۶ – ۰ ژوئن ۱۹۴۲) ژیمناست اهل یوگسلاوی بود.